# Thiago Motta
Thiago Motta (São Bernardo do Campo, 28. kolovoza 1982.) brazilsko-talijanski je nogometni trener i bivši nogometaš. Trenutačno je bez kluba.
Iako je rođen u Brazilu, Motta ima i talijansko državljanstvo. Svoj nogometni početak započeo je u Barceloni, a glavne karakteristike tog igrača su fizička prisutnost na gotovo svakom dijelu terena te snažni udarac "srednjeg dometa", no sklon je i čestim ozljedama.

## Klupska karijera

### Španjolska
Rođen u São Bernardo do Campo, São Paulo, Brazil; Motta 1999. godine, u dobi od svega 17 godina potpisuje za katalonsku FC Barcelonu, te nastupa za njenu B momčad. U prvu momčad ulazi 2001. godine, kada 3. listopada te godine nastupa u prvenstvenoj utakmici protiv RCD Mallorce (domaća 3:0 pobjeda).
U sezoni 2001/02. Motta je skupio respektabilnih sedam nastupa u Ligi prvaka te time dao svoj doprinos u ulasku Barcelone u polufinale natjecanja. Ipak, zbog prevelike konkurencije u Barceloninom veznom redu, Motta nije uspio izboriti standardno mjesto u sastavu. Tako je sljedeće sezone (2002/03.) prikupio svega 13 nastupa za klub koji je u prvenstvu ostvario 2. mjesto.
Sljedeće sezone, Thiago Motta igrao je važnu ulogu u klubu, tokom utakmica Kupa UEFA. Na tom natjecanju, Barcelonu je iz daljnjeg natjecanja izbacio kasniji finalist Celtic. Na utakmici s Celticom, Motta je stekao negativnu reputaciju, jer je na poluvremenu utakmice napao Celticova vratara Roberta Douglasa. Epilog toga bilo je direktno isključenje iz nastavka utakmice za obojicu igrača.
Jednu od većih ozljeda Motta je pretrpio 11. rujna 2004. na utakmici protiv Seville. Ta ozljeda udaljila udaljila ga je s terena na sedam mjeseci. Uz samu ozljedu, Motta je morao ponoviti operaciju prednjeg križnog i lateralnog ligamenta u lijevom koljenu. Tako se igrač vraća u momčad tek 17. travnja sljedeće godine na utakmici protiv Getafea.
Krajem kolovoza 2007. Motta potpisuje jednogodišnji ugovor s Atlético Madridom za nepoznat iznos. I u tom klubu "pratile" su ga ozljede. Također, i njegovo ponašanje na terenu je doprineslo slaboj minutaži u madridskom klubu. Jedan od primjera je isključenje nakon svega 25 minuta igre u četvrtfinalu španjolskog kupa protiv Valencije. Time je Atlético izgubio rezultatom 1:0 te je izbačen iz daljnjeg natjecanja.
Ozljedom standardnog igrača kluba, Raúla Garcíje i odlaskom Manichea iz kluba u siječnju 2008., Motta je imao veću mogućnost da izbori mjesto u početnih jedanaest. Međutim, u ožujku 2008. obnovio je ozljedu koljena te je za njega sezona bila gotova. Nakon ozljede uslijedila je rehabilitacija u Sjedinjenim Državama.

### Italija
Nakon što je prošao liječnički pregled, Thiago Motta u rujnu 2008. odlazi u Genovu kao slobodni igrač. Tijekom prve sezone u klubu, Motta se ustalio u momčadi te izborio mjesto u početnih jedanaest. Trener Genove u tom vremenu bio je Gian Piero Gasperini.
11. travnja2009. Motta postiže značajna dva gola u 3:2 pobjedi protiv Juventusa. Motta sezonu završava s 27 odigranih utakmica za klub i 6 postignutih golova. Također, Genova kvalificirala se u Europsku ligu.
20. svibnja 2009. talijanski sportski dnevnik La Gazzetta dello Sport potvrdio je da Motta i njegov suigrač iz Genove, Diego Milito dolaze u milanski Inter za nepoznati iznos. U sklopu transfera, iz Inter je Genovi ustupio čak četvoricu svojih igrača - Riccardo Meggiorini, Robert Acquafresca, Leonardo Bonucci i Francesco Bolzoni postali su novi igrači Sampdorijinog gradskog suparnika.
Motta je svoj debi za Inter Milano ostvario u domaćem 1:1 remiju protiv Barija (prva utakmica prvenstva) dok je prvi pogodak za klub ostvario već u sljedećoj utakmici i veličanstvenoj 4:0 pobjedi nad gradskim rivalom  AC Milanom.
Za klub je u sezoni 2009/10. ostvario osam nastupa u Ligi prvaka, uključujući i 1:0 na Camp Nou, gdje je Inter demonstrirao čvrst bunker. Tijekom te utakmice, Thiago Motta isključen je zbog napada na Barcelonina igrača Sergija Busquetsa. Zbog toga će propustiti finale Lige prvaka protiv Bayern Münchena.

## Reprezentativna karijera
Thiago Motta debitirao je za Brazil 2003. godine na CONCACAF Zlatnom kupu, kao član brazilske U-23 reprezentacije. Na turniru je skupio dva nastupa.
Zbog ozljede je 2004. propustio CONMEBOL turnir za kvalifikacije za Olimpijske igre u Ateni. Nakon toga, neki izvori tvrdili su da Motta želi nastupiti za talijansku A reprezentaciju i vjerojatno nastup na Svjetskom prvenstvu 2010. Razlog tome bilo je Mottino dvojno državljanstvo (brazilsko-talijansko) jer je Mottin djed Talijan.
S druge strane, FIFA omogućava da igrači koji imaju dvojno državljanstvo mogu promijeniti reprezentaciju, ali samo uz uvjet da u prijašnjoj reprezentaciji nisu nastupali za A-momčad (osim prijateljskih).
Talijanski nogometni izbornik objavio je u svibnju 2016. popis za nastup na Europskom prvenstvu u Francuskoj, na kojem se nalazi Motta.

## Osvojeni trofeji

### Klupski trofeji
| Španjolska          | Španjolska                      | Španjolska |
| Klub                | Trofej                          | Godina     |
| ------------------- | ------------------------------- | ---------- |
| FC Barcelona        | La Liga                         | 2004/05.   |
| FC Barcelona        | La Liga                         | 2005/06.   |
| FC Barcelona        | Uefa liga prvaka                | 2005/06.   |
| FC Barcelona        | Supercopa de España             | 2005.      |
| FC Barcelona        | Supercopa de España             | 2006.      |
| Italija             |                                 |            |
| Inter Milan         | Uefa liga prvaka                | 2009/10.   |
| Inter Milan         | FIFA Svjetsko klupsko prvenstvo | 2010.      |
| Inter Milan         | Serie A                         | 2009/10.   |
| Inter Milan         | Coppa Italia                    | 2009/10.   |
| Inter Milan         | Coppa Italia                    | 2010/11.   |
| Francuska           |                                 |            |
| Paris Saint-Germain | Ligue 1                         | 2012/13.   |
| Paris Saint-Germain | Ligue 1                         | 2013/14.   |
| Paris Saint-Germain | Ligue 1                         | 2012/13.   |
| Paris Saint-Germain | Trophée des champions           | 2013.      |
| Paris Saint-Germain | Coupe de la Ligue               | 2013/14.   |

## Vanjski izvori
- Profil igrača na stranici Genove
- Statistika igrača na stranici španjolske Primere  Arhivirana inačica izvorne stranice od 6. prosinca 2008. (Wayback Machine)
- Statistika igrača na BDFutbol.com